# تریس (اتیل ان دی آمین) کبالت(III) کلرید
تریس(اتیل ان دی آمین)کبالت(III) کلرید (به انگلیسی: Tris(ethylenediamine)cobalt(III) chloride) با فرمول شیمیایی C6H24N6Cl3Co یک ترکیب شیمیایی با شناسه پاب‌کم 7019 است. که جرم مولی آن ۳۴۵٫۵۹ گرم بر مول می‌باشد. شکل ظاهری این ترکیب، زرد-جامد نارنجی است.